# Liste der Naturdenkmale in Schwetzingen
| Naturdenkmale | Anzahl |
| ------------- | ------ |
| FND           | 0      |
| END           | 2      |
| Gesamt        | 2      |

Die Liste der Naturdenkmale in Schwetzingen nennt die verordneten Naturdenkmale (ND) der im baden-württembergischen Rhein-Neckar-Kreis liegenden Stadt Schwetzingen. In Schwetzingen gibt es insgesamt zwei als Naturdenkmal geschützte Objekte, keines ist ein flächenhaftes Naturdenkmal (FND), alle sind Einzelgebilde-Naturdenkmale (END).
Stand: 1. November 2016.

## Einzelgebilde (END)
| Name                     | Bild | Kennung     | Einzelheiten | Position | Fläche Hektar | Datum         |
| ------------------------ | ---- | ----------- | ------------ | -------- | ------------- | ------------- |
| 1 200-jährige Linde      |      | 82260840001 | Schwetzingen | ???      | 0,0           | 11. Feb. 1952 |
| 5 200-jährige Linden     |      | 82260840002 | Schwetzingen | ???      | 0,0           | 21. Jan. 1965 |
| Legende für Naturdenkmal |      |             |              |          |               |               |